# Günther Herrmann
Günther Herrmann (ur. 1 września 1939 w Trewirze, zm. 22 lipca 2023) – niemiecki piłkarz występujący na pozycji pomocnika lub napastnika.

## Kariera klubowa
Herrmann zawodową karierę rozpoczynał w 1956 roku w Eintrachcie Trewir. W 1958 roku trafił do Karlsruher SC. W 1960 roku dotarł z klubem do finału Pucharu RFN, gdzie KSC przegrało jednak 2:3 z Borussią Mönchengladbach. W 1963 roku odszedł do FC Schalke 04. W Bundeslidze zadebiutował 24 sierpnia 1963 w wygranym 2:0 meczu z VfB Stuttgart. 31 sierpnia 1963 w wygranym 3:2 spotkaniu z 1. FC Kaiserslautern strzelił pierwszego gola w trakcie gry w Bundeslidze.
W 1967 roku powrócił do innego pierwszoligowego zespołu - Karlsruher SC. W 1968 roku spadł z klubem do Regionalligi. Wówczas został graczem szwajcarskiego FC Sion. W 1974 roku zdobył z klubem Puchar Szwajcarii. W 1975 roku zakończył karierę.

## Kariera reprezentacyjna
W reprezentacji RFN Herrmann zadebiutował 26 października 1960 w wygranym 4:3 meczu eliminacji Mistrzostw Świata 1962 z Irlandią Północnej. W 1962 roku został powołany do kadry na Mistrzostwa Świata. Nie zagrał na nich ani razu. Tamten turniej Niemcy zakończyli na ćwierćfinale. Po raz ostatni w kadrze zagrał 22 marca 1967 w wygranym 1:0 towarzyskim pojedynku z Bułgarią. W latach 1960–1967 drużynie narodowej rozegrał w sumie 9 spotkań i zdobył jedną bramkę.